# NGC 456
NGC 456 ist ein Emissionsnebel mit einem offenen Sternhaufen in der kleinen Magellanschen Wolke im Sternbild Tukan. NGC 456 wurde am 1. August 1826 von dem schottischen Astronomen James Dunlop entdeckt.